# Arthur Herbert (1er comte de Torrington)
Pour les articles homonymes, voir Arthur Herbert.
Arthur Herbert (1648 – 13 avril 1716), 1er comte de Torrington, est un amiral et homme politique anglais de la fin du XVIIe siècle et du début du XVIIIe siècle. Démis de son poste de contre-amiral par Jacques II en 1688 pour avoir refusé de voter pour repousser le Test Act, interdisant aux catholiques de détenir des offices, il porte l'Invitation à Guillaume à La Haye, déguisé en simple marin. En récompense, il est fait commandant de la flotte d'invasion de Guillaume III pendant la « Glorieuse Révolution ».

## Biographie
Arthur est le fils du procureur général et Lord Keeper of the Great Seal, Sir Edward Herbert (en) d'Aston, dans le Montgomeryshire et de sa femme, Margaret, fille du Master of Requests, Thomas Smith d'Abingdon, Berkshire (aujourd'hui Oxfordshire) et de Parsons Green, Middlesex, veuve de Thomas Carey (en) de Sunninghill Park, Berkshire. Il naît entre juillet et octobre 1648. Il est le frère du Chief Justice Herbert Edward Herbert (en), Member of Parliament pour Douvres, Master of the robes, et contre-amiral d'Angleterre.
Apprécié par ses marins, il était réputé pour être l'un des meilleurs officiers de marine issus de l'aristocratie. On pensait qu'il se conformerait aisément aux désirs du roi, étant lui-même indifférent aux questions de religion, il préférait les plaisirs et les dépenses, et n'avait pas de propriétés privées, ses fonctions (offices et emplois) lui rapportaient 4 000 £ par an, et comptait depuis longtemps parmi les partisans les plus dévoués à Jacques II. Cependant, lorsque le contre-amiral est acculé, et que le roi lui demande de promettre qu'il allait voter pour l'abrogation du Test Act, il répond que son honneur et sa conscience ne lui permettraient pas d'en donner tous les gages. « Personne ne doute de votre honneur », lui répond le Roi, « mais un homme qui vit comme vous le faites ne devrait pas parler de conscience. » À ce reproche royal, qui lui est valut par la disgrâce dans laquelle le tient l'amant de Catherine Sedley, Herbert ose répondre: « J'ai mes torts, sire; mais je pourrais nommer des personnes qui parlent plus de conscience que je n'ai l'habitude de le faire, et qui pourtant mènent des vies aussi libres que moi. » Il est renvoyé de tous ses offices. »
Pendant le règne de Guillaume et de Marie, il sert comme Lord High Admiral (1689) puis comme First Lord of the Admiralty (1689-1690). Torrington joue un rôle important pendant la guerre de la Ligue d'Augsbourg, commandant les flottes anglaises et hollandaise contre la marine royale française lors de la bataille de Beachy Head (30 juin 1690), une sérieuse défaite pour la flotte alliée. Accusé de traîtrise et d'incompétence, il est emprisonné dans la Tour de Londres en attendant de passer devant le conseil de guerre de Chatham, pour avoir échoué à soutenir l'escadre hollandaise de l'amiral Evertsen.
Mais à l'étonnement de Guillaume et de ses ministres - et au soulagement des marins anglais qui le considéraient comme un sacrifié politique - la cour l'acquitte. Il n'eut cependant plus jamais de commandement, et lorsqu'il tenta de regagner son siège à la Chambre des lords, Guillaume refusa de le voir et l'écarta.
Il perd également sa charge de Premier Lord de l'Amirauté. Le fait que Torrington n'ai pas été un commandant populaire, en raison de sa réputation d'alcoolique et de sa prétendue habitude d'emmener plusieurs prostituées avec lui à la mer, est en réalité inexactes.

## Postérité
En lien avec les combats qu'il mène en 1690 contre les Français, le comte de Torrigton est le premier à utiliser l'expression « Flotte de dissuasion ». Conscient de la supériorité de la marine de Louis XIV, Torrington propose en effet d'éviter tout combat, sauf en cas de conditions très favorables, jusqu'à l'arrivée de renforts. En maintenant sa flotte en puissance dans les ports anglais, il contraignait ainsi les Français à patrouiller dans la Manche et les empêchait ainsi de prendre part à d'autres opérations.

## Sources et bibliographie
- (en) Cet article est partiellement ou en totalité issu de l’article de Wikipédia en anglais intitulé « Arthur Herbert, 1st Earl of Torrington » (voir la liste des auteurs).